# Knaus Tabbert
La Knaus Tabbert AG è un costruttore tedesco di veicoli per turismo da campeggio tipo roulotte e camper. Produce 26.000 veicoli all'anno.

## Storia

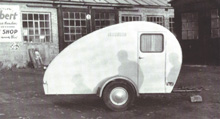
Tabbert Ideal

### Tabbert
La Karosseriebau Alfred Tabbert venne fondata nel 1934 da Alfred Tabbert (1908–1973) a Schweinfurt. Durante la seconda guerra mondiale l'azienda venne distrutta dai bombardamenti e ricostruita nel 1946 con 80 dipendenti. Con la designazione Fränkische Fahrzeug- und Möbelwerke venne riconvertita alla costruzione di mobili.
Nel 1953 venne creata la prima roulotte a marchio Tabbert e dal 1955 l'Ideal-Caravan in serie. Nel 1959 venne fondata la TABBERT Wohnwagen GmbH a Mottgers. Nel 1971 produceva 14 modelli diversi tra i quali „Kurfüst“, „Exzellenz“, „Comtesse“ e „Gouverneur“.
Nel 1984 la società divenne Tabbert Caravan GmbH con sede a Sinntal, mentre nel 1987 con la FFB e la CI Wilk Bad Kreuznach GmbH fondarono la società per azioni TIAG – TABBERT Industrie AG come Holding. Nel 1990 entrò in Borsa e nel 1997 venne acquisita la KNAUS AG.

### Wilk
Nel 1952 Helmut Wilk fonda la CI Wilk a Bad Kreuznach. Entrò nel settore campeggio e nel 1959 costruì la prima roulotte.
La società Caravans International Wilk Bad Kreuznach entrò in insolvenza nel 1986. Dopo la morte di Helmut Wilk nel 1979 non vi fu più una guida certa della società. La Tabbert Caravan GmbH prese il controllo e l'ultima serie a marchio Wilk uscì nel 2014.

### Knaus
L'architetto Helmut Knaus, fondò nel 1960 la Knaus KG a Marktbreit. Con una roulotte di nome Schwalbennest iniziò nel 1961 la produzione serie.
I modelli più noti seguirono a nome Südwind.

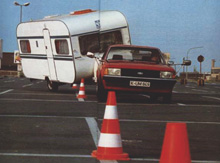
Knaus Südwind in fase di test negli anni '70, trainata da una Ford Granada

La Knaus GmbH Jandelsbrunn nacque nel 1981 dalla Knaus KG a Jandelsbrunn. I modelli furono Südwind e Azur.
Nel 1996 Knaus AG iniziò a collaborare con la Tiag Tabbert-Industrie AG.

### Eifelland
Nel 1962 venne fondata la Eifelland da Günther Hennerici. In Ungheria produce ancora la Knaus Tabbert Ungarn Kft.a marchio Eifelland per il mercato olandese.

### Weinsberg
Nel 1912 Gustav Alt e Wilhelm Schuhmacher fondarono la Karosseriewerke Weinsberg, che nel 1938 venne venduta alla FIAT. Il primo camper fu del 1969 sulla base del Fiat 238. Dopo il 1970 la Fiat chiuse la produzione.
La Fahrzeugbau della Weinsberg GmbH venne nel 1992 acquisita dalla Tiag Tabbert-Industrie AG e fondata la Weinsberg Mobile GmbH.

### Morelo
La MORELO Reisemobil GmbH fondata nel 2010 da Jochen Reimann a Schlüsselfeld. Dal 2011 fa parte della Knaus Tabbert.

### Knaus Tabbert
La Tiag Tabbert-Industrie AG nel 2001 si fuse con la Knaus AG. Dopo che l'azienda primigenia è stata dichiarata insolvente, Knaus Tabbert è stata rifondata il 1º gennaio 2009 dalla HTP Investments BV olandese.
La Knaus Tabbert GmbH nel 2020 è diventata una società per azioni, la Knaus Tabbert AG.

## Marchi
| Marchio         | Slogan                   | Tipo              | Logo                 |
| --------------- | ------------------------ | ----------------- | -------------------- |
| KNAUS           | Freiheit, die bewegt.    | Roulotte e camper | Knaus-Logo           |
| TABBERT         | Bewegende Momente        | Roulotte          |                      |
| T@B             |                          | Roulotte          | T@B-Logo             |
| WEINSBERG       | Dein Urlaub!             | Roulotte e camper | Weinsberg-Logo       |
| MORELO          | First Class Reisemobile  | Camper            | Morelo-Logo          |
| RENT AND TRAVEL | Urlaub mit dem Wohnmobil | Roulotte          | Rent and Travel-Logo |

### Marchi del passato
- Wilk
- Eifelland